# (4594) Dashkova
(4594) Dashkova (1980 KR1) – planetoida z grupy pasa głównego asteroid okrążająca Słońce w ciągu 3,25 lat w średniej odległości 2,19 j.a. Odkryta 17 maja 1980 roku.